# İsmail Filiz
İsmail Filiz (* 23. Mai 1980 in Çankırı) ist ein türkischer Schauspieler.

## Leben und Karriere
İsmail Filiz wurde am 23. Mai 1980 in Çankırı geboren. Er ist der Sohn von Hüseyin Filiz, der Mitglied bei der AKP war. Er studierte an der Başkent Üniversitesi. Sein Debüt gsb er 2009 in der Fernsehserie  Ezel. Anschließend bekam er 2011 in dem Film  Anadolu Kartalları die Hauptrolle. Seine nächste Hauptrolle bekam Filiz 2014 in der Serie Paşa Gönlüm. Untern anderem war er 2015 in Mîlât zu sehen.
Im selben Jahr bekam er in Muhteşem Yüzyıl: Kösem eine Nebenrolle. 2017 heiratete er Nurana Bagiyeva. Außerdem trst Filiz 2020 in dem Film Adanış: Kutsal Kavga auf. Von 2021 bis 2022 wurde er für die Serie Barbaroslar: Akdeniz'in Kılıcı gecastet.

## Filmografie
Filme
- 2011: Anadolu Kartalları
- 2020: Adanış: Kutsal Kavga

Serien
- 2009: Ezel
- 2014: Ezra
- 2014: Paşa Gönlüm
- 2015: Mîlât
- 2017: Muhteşem Yüzyıl: Kösem
- 2021–2022: Barbaroslar: Akdeniz'in Kılıcı